# آلتودا (تگزاس)
آلتودا (به انگلیسی: Altuda) یک منطقهٔ مسکونی در ایالات متحده آمریکا است که در تگزاس واقع شده است. آلتودا ۱٬۴۱۴٫۹ متر بالاتر از سطح دریا قرار دارد.